# Neolamprologus fasciatus
Neolamprologus fasciatus är en fiskart som först beskrevs av Boulenger, 1898.  Neolamprologus fasciatus ingår i släktet Neolamprologus och familjen Cichlidae. IUCN kategoriserar arten globalt som livskraftig. Inga underarter finns listade i Catalogue of Life.